# برازمبل بلوچی
برازمبل بلوچی (نام علمی: Perovskia atriplicifolia) نام یک گونه از تیره نعناعیان است.